# Birdouani
 Birdouani o Bir Douane o Birdouane (in arabo: بئر دوان) è un comune del Ciad situato nel dipartimento di Wadi Hawar, provincia di Ennedi Est.